# Mariotto di Cristofano

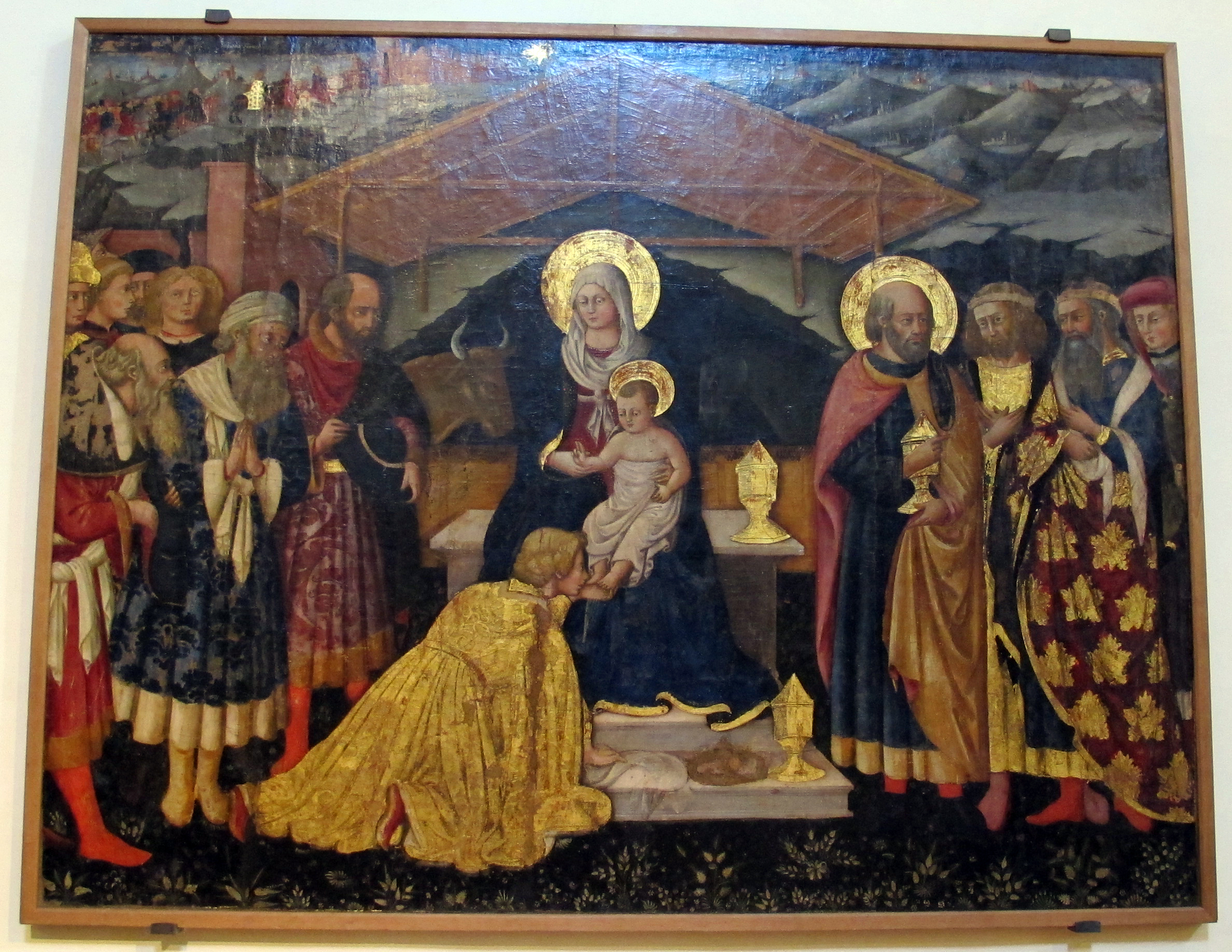
Adorazione dei Magi, Santa Felicita (Firenze)

Mariotto di Cristofano (San Giovanni Valdarno, 1395 circa – Firenze, 1457) è stato un pittore italiano attivo nella prima metà del secolo XV.

## Biografia
Le notizie storiche su di lui non sono molte: iscritto nel gennaio 1419 all'Arte dei Legnaioli come "chofanaio", era quindi specializzato nella decorazione dei coperchi dei cassoni nuziali. Nello stesso anno, comunque, viene registrato anche presso la Compagnia dei Pittori come "Mariotto di Cristofano da Castello Sancto Giovanni". Quello stesso anno è documentato un suo dipinto oggi perduto, un San Giovanni Gualberto per la chiesa di San Remigio.
Nel 1421 sposò Caterina, sorellastra del Masaccio: forse fu lui ad indicare la strada della pittura al giovane talento, ma tra i modi artistici dei due non si riscontrano influenze reciproche, e infatti è più probabile che entrambi si siano formati presso una qualche consolidata bottega fiorentina, come quella di Lorenzo di Bicci. Una delle prime opere a lui riferibili è una Madonna in trono e santi nella chiesa di santa Marta a Poggio di Loro. Di poco posteriore è una Annunciazione della pieve di San Pietro a Cascia, tra i suoi dipinti meglio riusciti. Reminiscenze del giovane Masaccio si trovano già nella solenne Madonna in trono e santi ora a Roma, Museo di Palazzo Venezia.
Tra le altre sue opere, si ricordano il Christus patiens tra la Madonna e santa Lucia, databile nei primi anni '20 del XV secolo, e conservato al Museo della Basilica di Santa Maria delle Grazie a San Giovanni Valdarno, gli affreschi Visitazione di santa Elisabetta, altre storie mariane e un Santo martire nella chiesa di Santa Maria Assunta a Loro Ciuffenna, una Pietà con quattro santi a Carda, nel comune di Castel Focognano. Ma i suoi capolavori sono considerati l'Adorazione della Vergine nella chiesa di Santa Felicita a Firenze e le Storie della Vergine ora nella Galleria dell'Accademia della stessa città e provenienti dalla chiesa di Sant'Andrea a Pontassieve, dove reminiscenze tardo gotiche si uniscono alla resa plastica delle figure saldamente inserite nello spazio.
Gli sono anche attribuiti gli affreschi nella chiesa di Santa Maria a Campi Bisenzio.